# Ruïnes lusitanoromanes de Boca do Rio
El conjunt de les ruïnes lusitanoromanes de Boca do Rio, també conegut com a Vil·la romana de Boca do Rio, és un monument al municipi de Vila do Bispo, al districte de Faro, a Portugal. Consisteix en un complex d'origen romà que incloïa un edifici residencial, un conjunt per a la producció de derivats de peix, i una zona portuària amb un gran pontó. El conjunt estava habitat entre els segles II i V i posteriorment s'hi construí un magatzem de la Companyia de Pesques de l'Algarve. El jaciment fou estudiat per primera vegada al 1878 per l'arqueòleg Estácio da Veiga. Fou classificat Immoble d'Interès Públic el 1977.

## Situació i conservació
Les ruïnes romanes estan situades a la zona de Boca do Rio, una petita badia junt a l'Atlàntic, al municipi de Vila do Bispo, al Barlavento Algarvio. La part industrial de les ruïnes es trobava a la vora d'un antic estuari, on acabaven les riberes de Budens, de la vall de Boi i de Burgau. Aquest antic estuari s'alimenta del Budens i Almádena, i té la desembocadura en una platja entre dos grans turons: l'un a l'est, denominat Forte, on s'assenta la fortalesa d'Almádena, i l'altre a l'oest conegut conegut com mont de Médos, on són les ruïnes romanes. Aquest indret és entre els pobles de Salema i Burgau.

El jaciment arqueològic de Boca do Rio fou classificat com a Immoble d'Interés Públic pel Decret núm. 129/77, de 29 de setembre de 1977. Una de les principals amenaces per a la conservació de les ruïnes és l'erosió costera, l'efecte de la qual ja havia constatat Estácio da Veiga al segle XIX.

## Composició
El lloc corresponia a una petita població del període romà, que podria haver estat una villa romana o un vicus. A causa de la poca fertilitat dels sòls, a la situació i a l'estructures trobades, la població seria utilitzada com a transformadora de recursos marins.
El conjunt incloïa una villa i diverses estructures productives, com tancs de salaó per a peix i marisc, on s'elaborava garum, una salsa de peix molt apreciada durant la civilització romana. Estácio da Veiga va trobar també vestigis de diverses estructures fora dels nuclis residencial i productiu, com un tanc molt profund a l'oest de les ruïnes, revestit per dins amb ciment romà, i amb els angles en corba còncava: devia ser un dipòsit d'aigua, a causa de la situació elevada amb relació a la resta de ruïnes. Va descobrir igualment les restes d'un mur quasi totalment destruït a l'oest del tanc. També va ser descoberta una necròpoli al Cerro das Alfarrobeiras, situada prop de Boca do Rio, que probablement formaria part de l'antiga població.

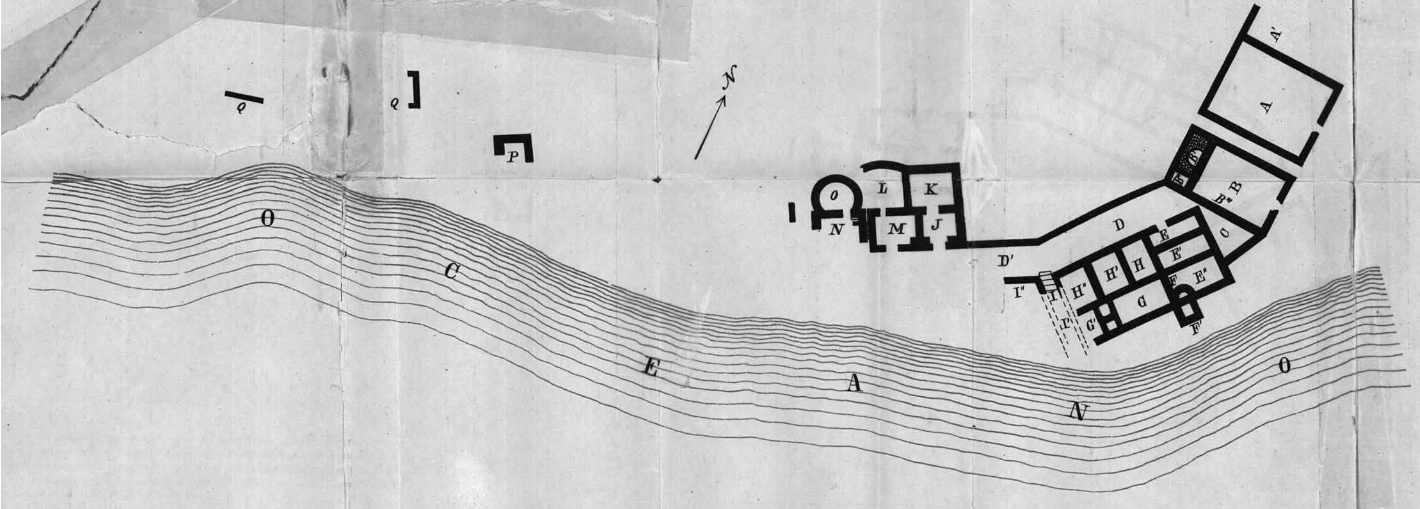
Planta de les ruïnes romanes de Boca do Rio, dibuixada per Estácio da Veiga al 1878

### Part residencial
La part residencial (pars urbana), on era la villa, se situava a la zona sud del complex, a la riba costera, per això quasi totalment destruïda per l'oceà. A la part residencial va ser trobat el balneari, que tenia algunes sales decorades amb mosaics, i amb vestigis de pintures murals.
Els dos magatzems sobre els fonaments romans estan indicats amb les lletres A i B en la planta d'Estácio da Veiga, i el segon té 8,86 m de longitud i 5,92 m d'amplària. Els dos edificis estaven separats per un corredor d'1,5 m d'amplària. Perpendicular al magatzem oriental hi havia un mur amb 11,5 m de longitud (A'), que formava part d'una casa annexa. A l'est del mur i els magatzems, Estácio da Veiga va trobar un gran nombre de ruïnes cobertes d'arena, que va considerar part d'un poblat. Estácio da Veiga excava i trobà a l'interior de l'edifici occidental una piscina semicircular de pla alt (B') a la paret est, i al sud de la piscina un tanc de forma rectangular, revestit amb mosaic (B''). La piscina i el tanc estaven junts, formant un rectangle amb una amplària de 2,29 m. Dins l'edifici trobà vestigis d'una tercera piscina (B'''), amb els cantons en corba còncava, i revestida de mosaic. Junt al magatzem B hi havia un compartiment de forma triangular revestit de mosaics (C), amb una eixida al corredor (D). Aquest corredor, també decorat amb mosaics, tenia 24,05 m de llarg i 3,52 d'amplària, i dividia en dues parts l'edifici del balneari, una d'inferior junt a la platja i una altra superior. El balneari estava danyat per l'acció de l'oceà, i Estácio da Veiga en calculà l'extensió en el front marítim, de 86,67 m. Va trobar un gran nombre de pedres treballades i fragments de parets a la platja, entre les ruïnes i el nivell de l'oceà, i molts més vestigis d'edificis eren enterrats a l'arena. Segons l'obra Corographia do Algarve, aquestes restes d'edificis submergits van ser vists el 1715 i 1755.
El corredor D donava accés a un conjunt de tres compartiments paral·lels (D, D' i D''), el primer d'1,46 m de llarg i una amplària de 1,90 m; el segon era gairebé igual, amb la mateixa longitud i una amplària de 2,01 m. El tercer compartiment també tenia la mateixa longitud, però era més ample, amb 2,90 m, i presentava al sud una piscina de forma semicircular (F), en un pla inferior al de la sala en què s'inseria. Aquesta piscina era paral·lela a una altra, situava fora de la casa i de forma quadrada, les dues amb paviment de ciment romà, i dividides per un mur. Més al sud hi havia dos compartiments (G i G'), dividits per dues piscines quadrades, la del costat marítim amb 1 m i l'altra amb 1,37 m. El compartiment G tenia 5,90 m de llarg i 2,90 m d'amplària, mentre que el G' tenia la mateixa amplària, però era impossible computar la longitud per estar quasi totalment destruït per l'acció de l'oceà. Entre les sales G i G' i el corredor D hi havia tres compartiments paral·lels (H, H' i H''), tots amb 2,90 m de llarg: el primer amb 2,64 m d'amplària, el segon 3 m d'amplària, i el tercer 3,24 d'amplària, i amb part de les parets danyades per l'oceà. Del corredor D també eixia una escala (I) amb 1,42 m d'amplària, que donava accés a un passatge (I') a l'oceà, i era el conjunt annex als compartiments H'' i G'. De l'escala encara eren visibles uns graons, un en pedra llaurada, mentre que el passatge estava quasi totalment destruït. A partir d'aquest punt el corredor D feia una corba, per alinear-se amb la part oest del balneari, quedant amb un costat directe a la mar, delimitat per un mur (I''). Estácio da Veiga va trobar sis compartiments en aquesta part del balneari (J, K, L, M, N i El), formant la part superior al corredor D. La sala J feia 3,96 m per 4,65 m i tenia un paviment amb mosaics, mentre que el compartiment K tenia accés a una porta central a l'anterior, i tenia les mateixes dimensions i un paviment de mosaic. Tant les sales L i M tenien el paviment destruït, però per l'altura de les parets es podia percebre l'existència d'un pis superior, probablement hipocausts (Hypocaustum). La primera tenia una de les parets en ruïna, i un altre costat prop de 4 m, mentre que la sala M tenia 4 m per 3,20 m. La sala N també tenia el paviment destruït, i podria ser un altre hipocaust, mentre que la O tenia una forma en hemicicle, i era probablement un lacònic (Laconicum).

### Part productiva i moll
La part productiva se situava al nord, i constava de petits tallers de salaó, organitzada de forma típica en aquest tipus d'estructures, amb les fosses al voltant d'espais oberts. Se situaven prop d'una llacuna formada per les aigües de la mar, que va desaparéixer posteriorment. El complex incloïa també una estructura portuària, composta per una rampa i una escala d'accés a l'aigua, i un gran moll de pedra calcària, amb una extensió superior a 40 m, amb pedres perforades que servien per a amarrar els vaixells.

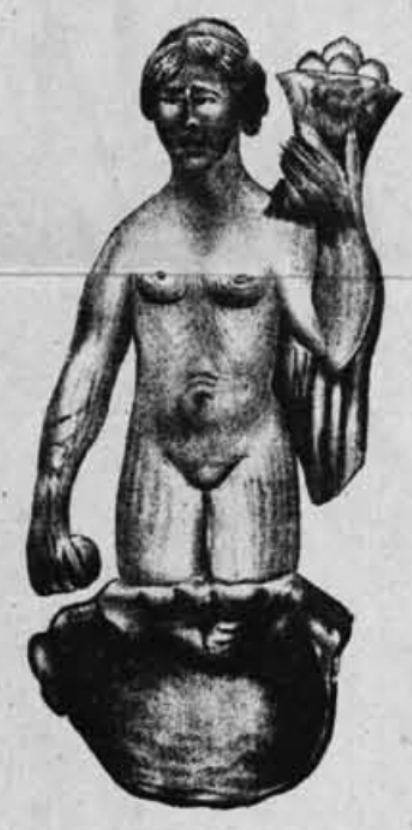
Estatueta de bronze trobada per Estácio da Veiga a Boca do Rio, que probablement representa la figura mitològica de l'abundància

### Troballes
S'hi replegà una gran quantitat de peces del període romà, incloent-hi ceràmica, peces de vidre i metàl·liques i materials de construcció. Un dels fragments de la teulada horitzontal encara presentava la marca del fabricant, G. AEMILI SCRIBONI. Van ser trobades igualment moltes monedes, algunes de cunyades durant el govern de Neró, entre 54 i 68, Flavi Honori, de 395 a 423, i un conjunt de mil nomismes, compostes per bronzes del Baix Imperi, cunyats principalment durant els regnats de Constanci, entre 305 i 306, i Honori i Arcadi, de 395 a 408. En ceràmica, es troben gresols, recipients encara amb vestigis de productes derivats de peix, i àmfores, de les quals algunes van ser utilitzades per a transportar oli, i ceràmiques fines, de terra sigillata africana i peces estampades grises, originàries de la Gàl·lia tardana.
Una de les peces més significatives trobades fou una figureta de bronze, representant una figura de peus, que estava dins d'un recipient decorat, possiblement una cistella. La figura està nua, hi destaca l'atenció donada al detall dels cabells, afermats per una diadema. Damunt del muscle dret té un gerro amb pomes, agafat amb una mà, mentre que l'altra, al final d'un braç estés junt al cos, agafa un got de fons estret. La figura tenia dues ales sota els muscles, ja parcialment partides, i al fons de la cistella hi havia un forat, tal vegada per a col·locar damunt d'un pedestal. Estácio da Veiga suggereix que l'estàtua podia ser un signum, o representació de la dea Abundància, protectora de la riquesa. L'estàtua va ser oferta pel redactor de la Gazeta do Algarve, Augusto Feio Soares de Azevedo, la Estácio da Veiga. Va ser igualment descoberta una estatueta d'un cupido alat.

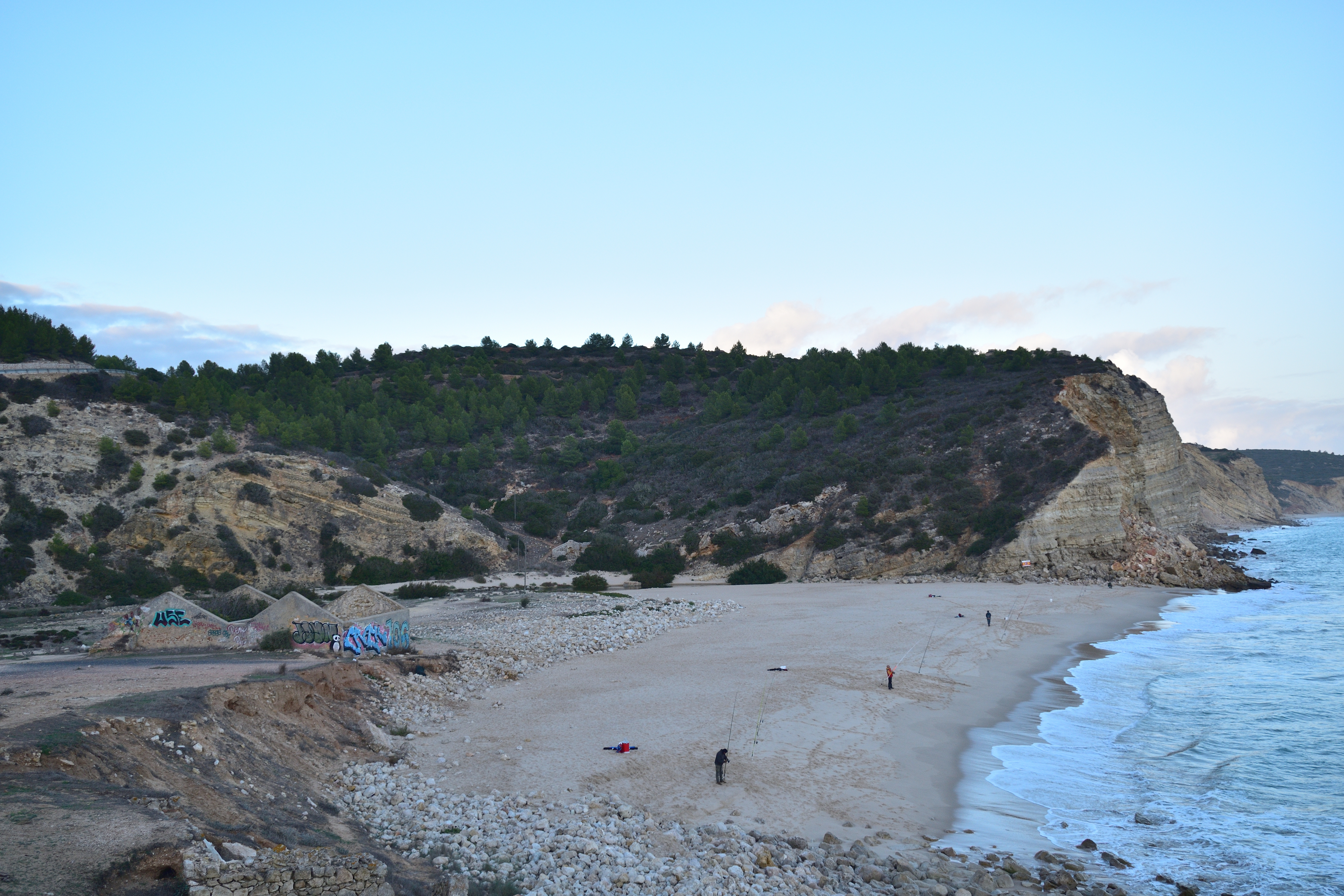
Platja de Boca do Rio, el 2019. Es trobaren vestigis del Paleolític a l'est de la platja, al fons en la fotografia

## Història

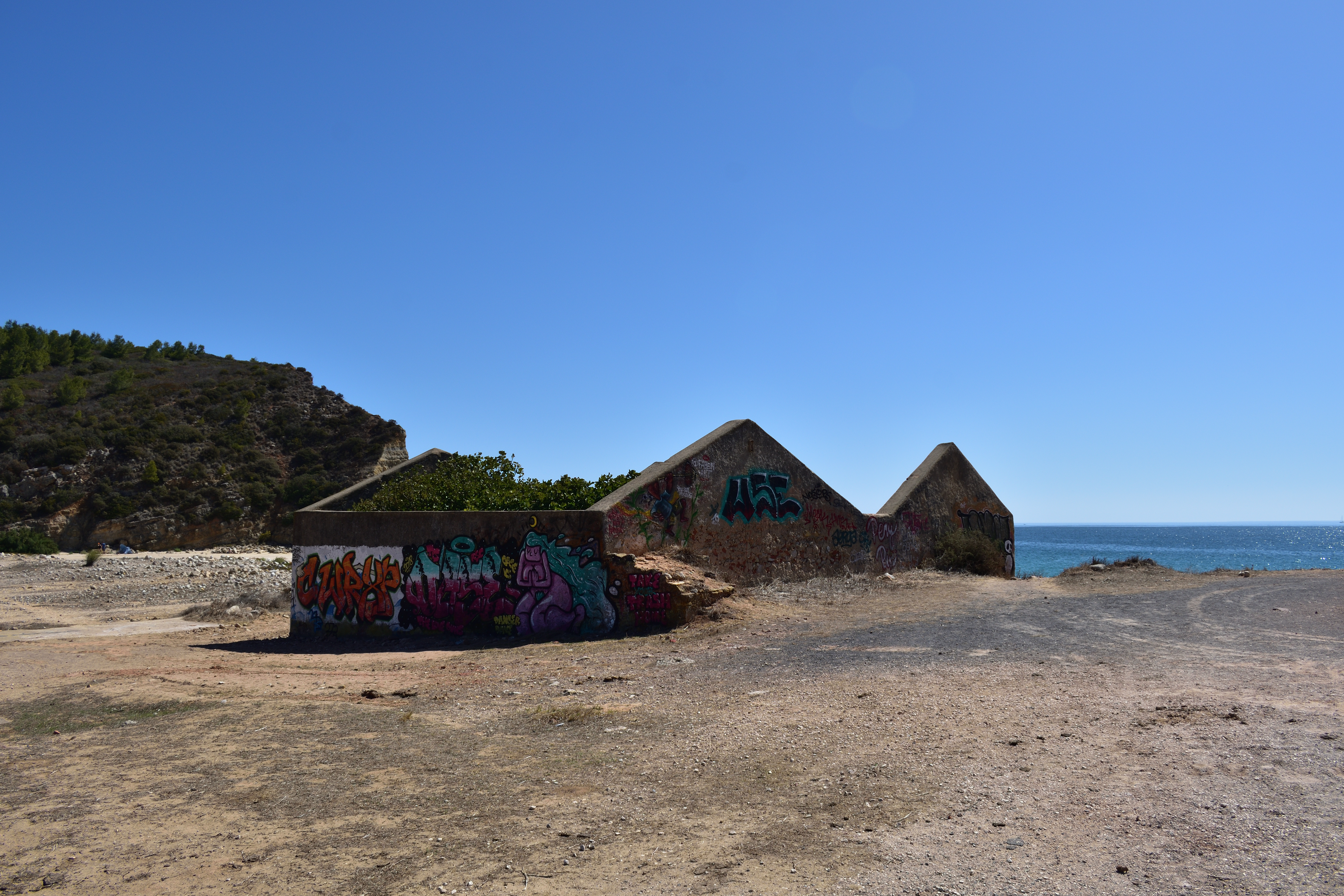
Ruïnes del magatzem de la Companyia de Pesca de l'Algarve, el 2019

Boca do Rio ja era habitat almenys des del Paleolític, i s'han trobat vestigis d'aquest període a la punta est de la platja. La necròpoli del Cerro das Alfarrobeiras, situada junt a Boca do Rio, estaria habitada durant el Neolític, l'edat del bronze i Roma.
Boca do Rio fou habitat a partir del segle II, i la fàbrica de salaó funcionaria principalment des de la fi d'aquest segle, i fou abandonat durant la primera meitat del segle V. Aquest període s'insereix en el domini romà de Lusitània. Al principi l'Atlàntic entrava a la zona de Boca do Rio, fent una llacuna, a la vora de la qual s'instal·laren els tallers. La zona passà per grans alteracions geogràfiques per l'acumulació de sediments, que transformà un gran espai ocupat per la mar en una zona seca, modificació que degué tenir efectes dràstics en l'ocupació romana. Els únics vestigis de la llacuna són Paul da Boca do Rio i Lontreira.
Històricament, el jaciment arqueològic se situa al promontori sagrat, amb la punta a Sagres (freguesia), d'acord amb la classificació del geògraf romà Pomponi Mela en De Situ Orbis, tot i que només hi apunte l'existència de dues ciutats en aquella zona, Lacobriga (Lagos i Portus Hannibalis (Portimão). Estácio da Veiga va descriure l'existència de ruïnes romanes a la zona al voltant de Boca do Rio, amb un gran nombre de restes d'edificis i altres peces d'aquell període a Martinhal. A la platja de Salema es trobaren fons de tancs, tot i que a causa del seu ciment probablement no eren romans sinó cartaginesos. Estácio da Veiga afirma que part del material de ceràmica utilitzat en la construcció del poble romana de Boca do Rio podria venir dels tallers de Martinhal.

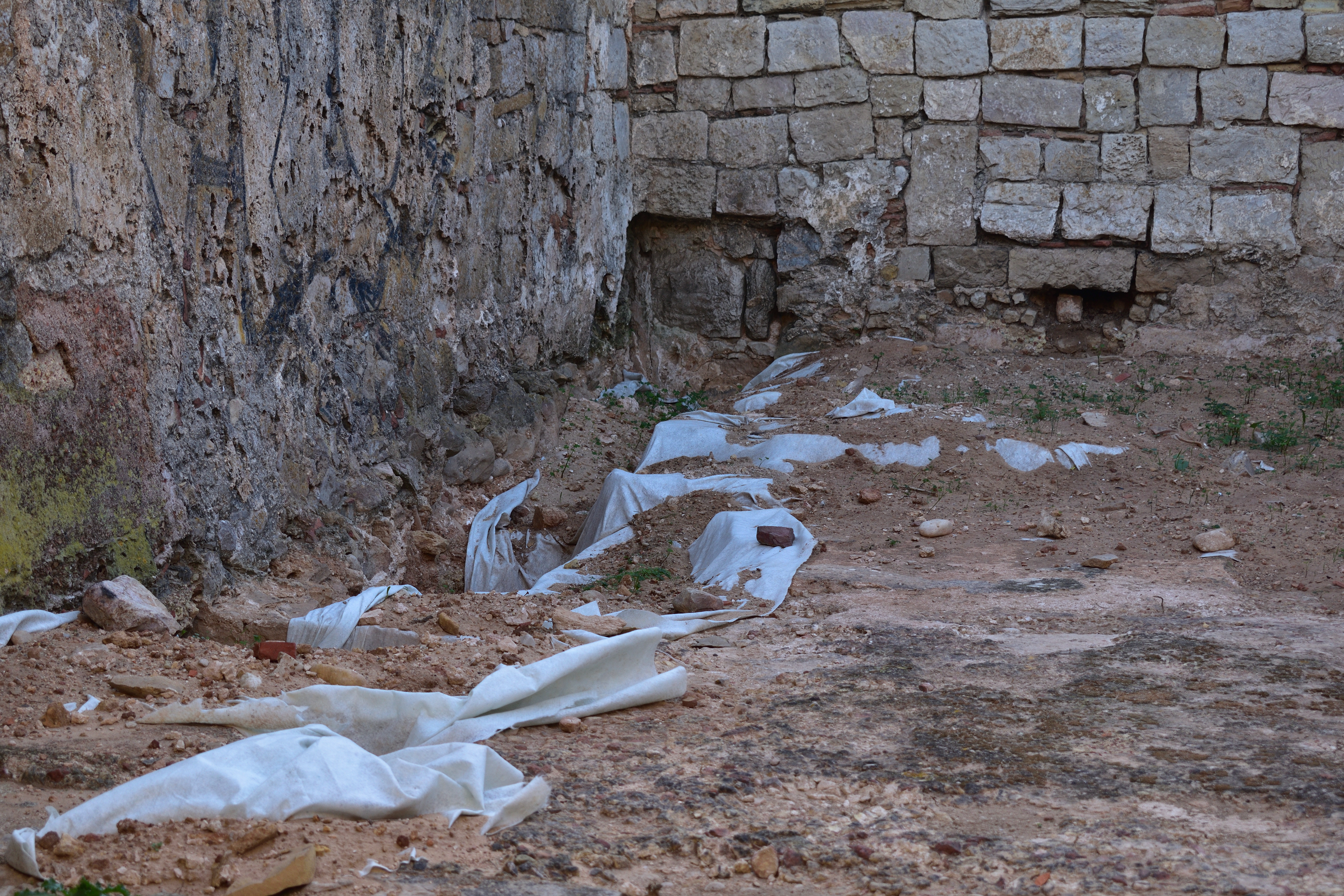
Magatzem Sud al 2019, amb vestigis de les excavacions

### Ocupació posterior
Al segle xvi, el llogaret tornar a ser ocupat, aquesta vegada per un magatzem per a la pesca de tonyina. Després del terratrèmol de 1755, en comença una tercera fase d'ocupació. Durant aquest període, la Reial Companyia de Pesca de l'Algarve va construir els seus magatzem sobre els antics balnearis romans, aprofitant-ne les estructures originals.

Carta arqueològica de l'Algarve, publicada el 1878 per Estácio da Veiga. Boca do Rio s'hi identifica amb vestigis de l'edat del ferro

### Redescoberta
Segons Estácio da Veiga, les ruïnes ja eren conegudes almenys des del segle xviii, perquè hi ha diverses notícies d'autors de l'Algarve d'aquest període. Es descobriren després del terratrèmol de 1755. Estácio da Veiga copia una descripció de les ruïnes de Boca do Rio de l'obra Corographia do Algarve, de Silva Lopes, al seu torn copiada de Memòria, probablement de Dimas Tadeu de Almeida Ramos, escriptor i metge lacobrigense. Segons el text, «A la costa i mitja legua al SE és la fortalesa d'Almadena, del temps de Filipe III, sent governador de l'Algarve el comte de Prado D. Luis de Sousa. Pel rierol d'aigua dolça que desaigua a la platja, va entrar la mar el dia del terratrèmol més de mitja llegua, en alçada de deu a dotze vares, arrossegant uns grans terrosos d'arena, on hi havia cinquanta ferros dels més pesats pertanyents al bastiment que s'hi llança, els quals va arrossegar més d'un quart de llegua terra endins. En la ressaca va deixar descoberts a la platja ran d'aigua, uns grans i nobles edificis, de què no hi havia memòria ni tradició. No se'n pot determinar l'extensió per ser molt sota l'agua per una part, i per l'altra els bat la marea: indiquen, però, haver estat d'una gran població, perquè pel costat de terra eren cenyits per un gros mur de pedra amb un altre de formigó per dintre, i algunes parets mitjanes de rajola amb repartiments en quadre, i en continuen altres grans i molts fonaments. Per l'est aparegué una gran calçada entre parets de pedra amb porta de reixes de ferro al final, al costat de la qual es va trobar una altra porta, amb boca de forn de coure pisa, que sembla de temple; i subterrani i a nivell de terra un gran tanc profund amb esglaons, per a això corrien tres canonades entre moltes parets, descobertes per dalt, i per sota té rajoles amb grans plaques de plom. Per banda de mar hi ha grans fonaments, parets amples i llargues, enlluïdes i pintades de diferents colors. Per aquest costat hi ha una carretera per a aquest edifici fabricat en volta redona, de bona pedra, amb les columnes llargues de marbre. Immediates hi ha algunes cambres amb el terra amb moltes pedretes quadrades de colors, i rares, tan ben aglomerades que costa separar-les. En alguns revestiments es descobreixen algunes lletres imperceptibles; les que es troben amb més claredat són les següents: TIROR - TIORIRA5. Al 1715 es descobrí allí en una tempesta marina un moll, junt a aquests edificis, de bona pedra, amb grans argolles; i ara ha tornat a aparéixer. El mar va deixar, on era terra ferma, un llac prou ample, de què encara no s'ha esbrinat el fons; ni amb la marea ni amb la baixada se'n descobreix la menor alteració. De l'altra part de l'estuari del riu cap a l'est hi ha immediata la dita fortalesa d'Almádena, que no va tenir una ruïna considerable.» Segons Silva Lopes, Dimas Tadeu suggeriu que el poble de Boca do Rio era d'origen romà, a causa de l'existència de tancs i canonades, que semblaven part d'un balneari, estructura molt utilitzada per aquella civilització, a més del descobriment de lletres llatines, i una moneda de coure de Neró. Dimas Tadeu també va especular que el nom del poble romà seria Budea o Bude, que podria ser l'origen del topònim del llogaret de Budens, situat a prop. El rètol TIROR - TIORIRA5 va ser investigat per Estácio da Veiga i per Emil Hübner, i no l'aconseguiren desxifrar, i potser estiga mal copiat des de l'origen.
Aquesta teoria que l'antiga població romana donaria nom al modern llogaret de Budens també la comparteix el rector Ricardo Alvares Themudo, que el 1758 va descriure les ruïnes de Boca do Rio com a part dels estralls causats pel sisme de 1755, que va ser replegat en l'obra Diccionari geogràfic, preservat en la Torre de Tombo: «en ocasió del terratrèmol de 1755 junt a la fortalesa d'Almádena, isqué la mar del seu curs llançant fora l'arena d'una petita platja que hi havia junt a una limitada obertura per on entra la marea, a la qual anomenen riu d'Almádena, s'hi descobriren fonaments d'una voluminosa població, que continuava per la part del mar, doncs en obrir-se les ones es veien a muntanyes les pedres soltes de destruïts edificis que amb el contínuum dels temps se submergiren en les aigües; i en la petita part que prop de les ones les arenes descobriren vaig veure i observar moltes pedres de pedrera ben fabricades, i fonaments d'edificis, que sembla que guardaven la població de les inundacions i marees d'aquell temps; i hui es troba tot cobert de terra com abans, i es creu haver estat una antiga ciutat de Buda, d'on va prendre aquesta freguesia de Budens, però d'això no he vist escrits». El capellà Luís Cardoso també creia que el nom de Budens venia d'una població antiga, tot i que afirma que la situació n'era la mateixa del llogaret modern: «Per sota del llogaret de Budens, a ponent, hi havia una torre antiga, del temps dels moros, on hui hi ha un molí de vent, al lloc del qual es diu que hi havia la ciutat de Bude en temps antics». Estácio da Veiga desestimà ambdues teories sobre el topònim de Budens, apuntant en comptes d'això que s'havia confós amb la ciutat antiga de Budua, situada entre Elvii (Elvas) i Augusta Emerita (Mèrida).

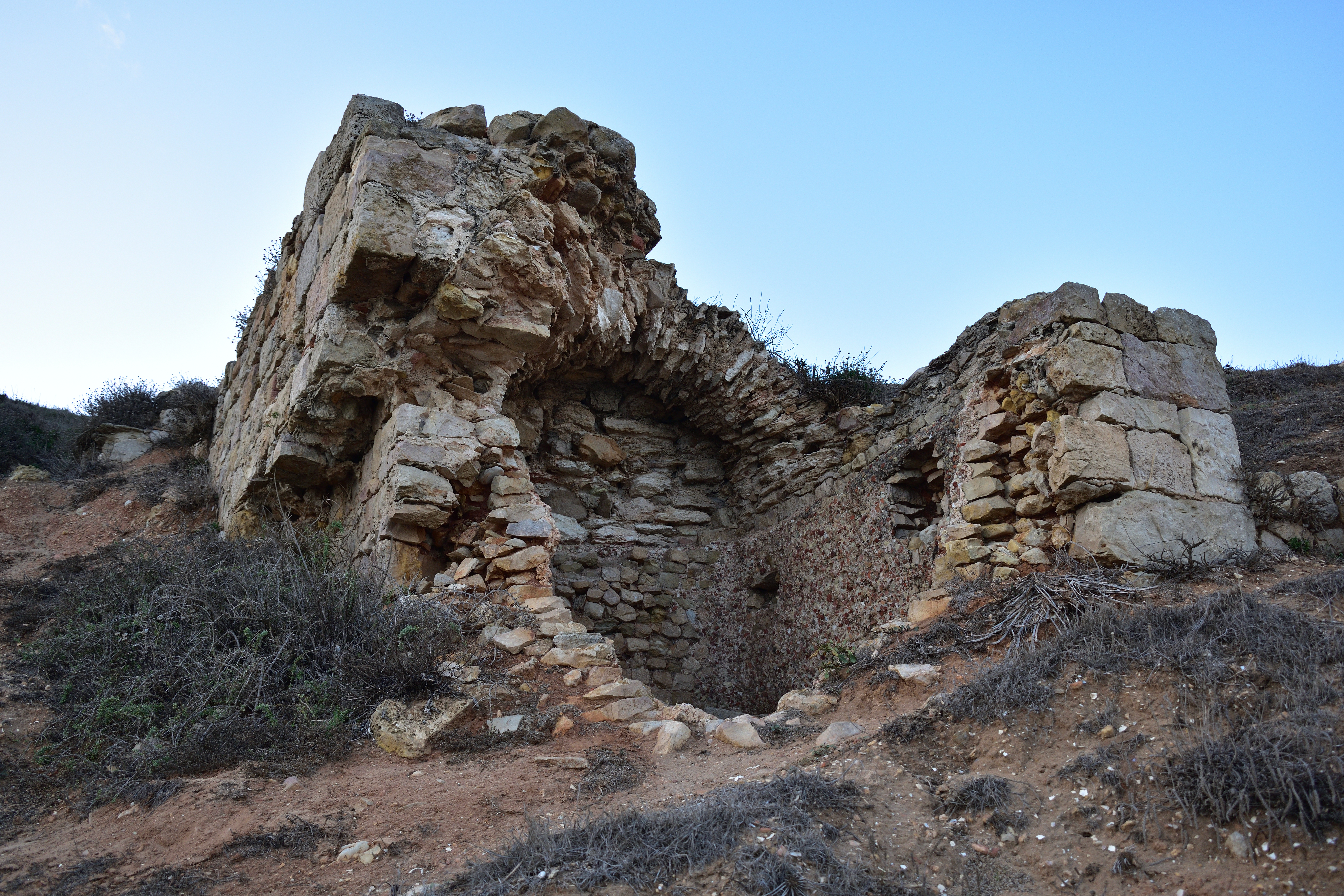
Part de les ruïnes el 2019, un possible forn

## = Excavacions arqueològiques
Malgrat d'aquest coneixement anterior, les primeres investigacions arqueològiques se'n feren a partir de 1878, per Estácio da Veiga, de manera molt limitada, a causa dels febles recursos disponibles, però en feu importants descobriments, com alguns edificis amb paviments de mosaics, alguns en excel·lent estat de conservació. Llavors l'estuari i la seua barra estaven passant un procés de rebliment, tot i que encara s'hi feien grans plantacions d'arròs. Les ruïnes de Boca do Rio les investigà António dos Santos Roca el 1896, José Formosinho el 1933, Abel Viana i Octávio da Veiga Ferreira el 1960, i Francisco Alves a partir de 1982. El 1977, les ruïnes lusitanoromanes de Boca do Rio van ser classificades com a Immoble d'Interés Públic. El 1991, Francisco Alves va presentar diverses mesures per preservar el jaciment, que llavors estava tancat. Al seu torn, a la necròpoli de Cerro das Alfarrobeiras es feren treballs de prospecció el 1987 i 1989.
El 2004, el grup Vigia estava valorant la construcció d'una marina a la zona de Boca do Rio, pla que fou denunciat pels grups ecologistes. En resposta a aquestes crítiques, els representants de l'empresa van confirmar que posseïa parcel·leas de terreny a Boca do Rio, però que només havien estudiat algunes possibilitats a l'àrea, i que no farien obres que tinguessen un impacte negatiu en la zona.
El 2017, comença un cicle d'excavacions arqueològiques en les ruïnes de Boca do Rio, per part de les universitats de Marburg, Colònia i Aquisgrà, en col·laboració amb la Universitat de l'Algarve. També van estar dins el programa Boca do Rio – un lloc pesquer entre dos mars, dirigit pels professors João Pedro Bernardes, del Centre d'Estudis d'Arts, Arqueologia i Patrimoni de la Universitat de l'Algarve, i Felix Teichner (de) de la Universitat de Marburg, amb el suport del Centre d'Acolliment a la Investigació – Nucli d'Investigació Arqueològica de Vila do Bispo. Aquest projecte va implicar alumnes universitaris, amb el suport de l'Associació Arqueològica de l'Algarve. També al 2017, una investigació geofísica del lloc redescobrí el port, compost de pontó, amb prop de 40 m de llarg, amb pedres foradades per a atracar vaixells, una rampa i graons d'accés, que estava enterrat sota les dunes. Aquest va ser considerat llavors el port romà en millor estat de conservació a Portugal. També es trobaren fosses amb dos metres de profunditat, on es produïa el garum. L'abril de 2019, l'Associació Arqueològica de l'Algarve va organitzar dues conferències en Sâo Brás de Alportel, sobre els resultats de les excavacions a Boca do Rio.